# История русского искусства в 13 томах
«Исто́рия ру́сского иску́сства» в 13 томах — многотомное научное издание, выпускавшееся под редакцией И. Э. Грабаря, В. Н. Лазарева и В. С. Кеменова.
Издание было подготовлено крупнейшими специалистами того времени и на протяжении 2-й половины XX века служило основной базой для профессиональных исследований и общественных оценок значимости достижений русской художественной культуры.
Основная задача этой обширной публикации — дать всестороннюю картину развития русского искусства на протяжении всей истории его развития: с древнейших времен до современной выходу издания советской эпохи. Необходимость выхода такой работы заключалось не только в стремлении показать ход развития русского искусства в свете советской идеологии, но и в стремлении историков искусства, в первую очередь, И. Грабаря, восполнить пробелы выпущенного ещё до революции, в 1908—1915 годах, одноимённого издания, ввиду начавшейся Первой мировой войны так и оставшегося незавершенным.
Издание было подготовлено коллективом исследователей Института истории искусств АН СССР и выпускалось в Москве в 1953—1969 годах.
В процессе выпуска издание было несколько расширено: обзор искусства XVIII века занял три тома вместо двух первоначально планировавшихся, а три тома, посвящённые искусству XIX столетия, были выпущены каждый в двух книгах. Последний том, который, вероятно, должен был быть посвящён советскому искусству послевоенного периода, был подготовлен к печати в период «оттепели» и содержит в себе лишь дополнения к остальным томам.

## Состав издания
Издание состоит из 13 томов, опубликованных в 16 книгах: В каждый том включены многочисленные чёрно-белые и цветные иллюстрации. Все тома были изданы в суперобложках.
- Том 1. (1953). Древнейшее искусство Восточной Европы. Искусство древних славян. Искусство Киевской Руси. Искусство западнорусских княжеств. Искусство Владимиро-Суздальской Руси.
- Том 2. (1954). Искусство Новгорода. Искусство Пскова.
- Том 3. (1955). Искусство среднерусских княжеств XIII—XV веков. Искусство великокняжеской Москвы. Искусство русского централизованного государства. Москва, 1955.
- Том 4. (1959). XVII век и его культура. Архитектура и декоративное убранство. Резьба и скульптура. Живопись, миниатюра, гравюра. Прикладное искусство XVI—XVII веков. Итоги развития древнерусского искусства.
- Том 5. (1960). Русское искусство первой половины XVIII века. Архитектура. Живопись и графика. Скульптура. Прикладное искусство.
- Том 6. (1961). Искусство второй половины XVIII века. Архитектура. Скульптура.
- Том 7. (1961). Живопись второй половины XVIII века. Рисунок и гравюра второй половины XVIII века. Прикладное и декоративное искусство второй половины XVIII века.
- Том 8. Книга 1. (1963). Русское искусство первой трети XIX века. Архитектура. Скульптура. Живопись. Графика.
- Том 8. Книга 2. (1964).
- Том 9. Книга 1. (1965).
- Том 9. Книга 2. (1965). Искусство последней трети XIX века.
- Том 10. Книга 1. (1968). Русское искусство конца XIX — начала XX веков. Живопись и графика.
- Том 10. Книга 2. (1969).
- Том 11. (1961). Советское искусство периода 1917—1934 годов.
- Том 12. (1961). Искусство 1934—1941 годов.
- Том 13. (1964). Дополнения.